# Janjina
Janjina falu és község Horvátországban, Dubrovnik-Neretva megyében.

## Fekvése
Makarskától légvonalban 52 km-re délkeletre, Dubrovnik városától légvonalban 62, közúton 83 km-re északnyugatra, a Pelješac-félsziget közepén fekszik.

## A község települései
A községhez Janjinán kívül Drače, Osobjava, Popova Luka és Sreser települések tartoznak.

## Története
A község területén élt első ismert nép az illírek voltak, akik magaslatokon épített erődített településeken éltek. Több halomsírjuk is található a község területén. Az egyik fontos településük Janjina felett a Gradinának nevezett magaslaton állt, ahonnan számos cseréptöredék, falmaradvány, megégett csont is előkerült. Több környékbeli magaslat (Mali Prinos, Stražica, Vardišće) valószínűleg csak őrhelyként szolgált, ahonnan a környező tengert és szigeteket tartották szemmel. Az ókorban a görögök is létesítettek kisebb kolóniát ezen a területen a mai Drače és Sreser között, mely kereskedelmi kapcsolatban volt Naronával, Kerkürával és Isszával. Az itt talált kerámia az i. e. 6. századból Dél-Itáliából, a pénzérmék az i. e. 3. századból Apollóniából és Epidamnoszból (későbbi nevén Dyrrachiumból) származnak. Bizonyos, hogy Janjina közelében forgalmas tengeri útvonalak vezettek és a görög kereskedelmi gályákat időnként kalózok támadták meg.
Az illírek i. e. 30-ig uralták a térséget, amikor Octavianus hadai végső győzelmet arattak felettük. A római légionáriusok a félsziget több pontján letelepedtek magukkal hozva kultúrájukat, életmódjukat, szokásaikat. A római villagazdaságokban nagy mennyiségű gabonát, olívaolajat, bort, sózott halat és más élelmiszert állítottak elő, melyekkel élénk kereskedelmet folytattak. Ezek a tágas, kényelmesen berendezett épületek központi fűtéssel, díszes mozaikpadlóval, luxustárgyakkal rendelkeztek. Római villagazdaság maradványai találhatók a janjinai mezőn Sreseren és Sutvidon is. A sreseri villa rusticának mozaikpadlója és fürdője is volt. A rómaiak jelenlétét számos lelet, épület maradványok, cseréptöredékek, üvegtárgyak, a Szent István templomnál talált sírkőlap, a sreseri temetőbővítéskor előkerült római katonasírok, a sutvidi római pénzérmék és egy malomkő igazolja. A Római Birodalom bukása után Dalmácia a gótok, majd a Bizánci Birodalom uralma alá került.
A horvátok ősei a 7. században érkeztek erre a vidékre, akik a 9. századra áttértek a keresztény hitre. Ebben az időben építették a község legrégibb szakrális építményeit a Szent Vid és Szent György templomot, melyek alapjai ma is láthatók, míg a Szent István templom alapjai még ennél is régebbiek. 1222-ig sem Janjinának sem a környező településeknek nincs írásos nyoma, de az egyházi iratokban már 877-ben említik a stoni püspökséget, melyhez ez a terület is tartozott. Ekkoriban a Pelješac-félsziget Zahumlje területének részeként a tengerparti Horvát Fejedelemség része volt. Ebből az időből származik a kis stoni Szent Mihály templom is, melyben feltárták az első horvát királyt I. Tomiszlávot koronával a fején ábrázoló freskót. A stoni püspökséget 925-ben a spliti horvát egyházi zsinat alkalmával is említik. A 12. században a Zahumlje térségének zavaros történeti időszakában a félsziget a raškai uralkodók uralma alá került. 1180-ban a katolikusok esküdt ellensége Nemanja István szerb fejedelem testvére Miroszláv herceg lett az ura. Nehéz időket élt át a katolikus egyház és benne a stoni püspökség. Miroszláv elkergette Donát püspököt is, aki 1211-ben száműzetésben a lokrumi bencés kolostorban halt meg. A püspök távollétében akadálytalanul kezdődhetett meg a pravoszláv hit terjesztése, Miroszláv utóda Péter idejében pedig teret nyert a bogumilizmus is. A katolikusok csak jelentéktelen kisebbséget alkottak.
Janjina első írásos említése 1222-ben Nemanjics István szerb királynak a mljeti Szűz Mária (egykori bencés) templom részére írt adományleveléből ismert, amelyben a templomnak a Pelješac-félszigeten több birtokot, köztük a janjinai Szent Vid templomot és birtokait adományozza. Ez a templom ma már nem áll, egykor a ma Sutvidnek nevezett helyen volt. A 14. század-ban Janjina a Raguzai Köztársaság része lett, mely 1333-ban vásárolta meg a Pelješac-félszigettel együtt Kotromanić II. István bosnyák bántól. Ezután egészen a 18. század végéig a Raguzai Köztársasághoz tartozott. A köztársaságot képviselő kapitányok kezdetben Trstenicáról igazgatták, majd 1465-ben Janjinán is létesült kapitányság. 1347-ben engedélyezte VI. Kelemen pápa a boszniai ferences atyáknak, hogy Stonban kolostort alapítsanak. 1357-ben a nagytanács engedélyével Andrija Lukari földet és szőlőhegyet adományozott Janjinán a rend kisebb testvéreinek, akik hamarosan fel is építették itt kolostorukat. Az 1543-as pestisjárványban a lakosság kilencven százaléka elpusztult. Súlyos járvány pusztított 1732-ben is. Ekkor leégett a plébánia épülete és elégtek a település korábbi anyakönyvei. Ebben az évben hagyta el a lakosság végleg Sutvidet, az utoljára megmaradt négy család Sreser területén telepedett le.
Janjina a 18. századig a térség legjelentősebb települése volt, ekkor azonban megindult a tengeri kereskedelem virágzása és Janjina szerepét fokozatosan a tengerparti Trpanj vette át. A köztársaság fennállásának utolsó időszakában már a kapitányok is Trpanjra tették át székhelyüket. 1806-ban a térség a Raguzai Köztársaságot legyőző franciák uralma alá került, de Napóleon bukása után 1815-ben a berlini kongresszus a Habsburgoknak ítélte. 1857-ben 630, 1910-ben 742 lakosa volt. 1918-ban az új szerb-horvát-szlovén állam, majd később Jugoszlávia része lett. A második világháború idején az olasz és német megszállók miatt Janjina jelentős károkat szenvedett. Nagy emberveszteségek is érték, akik közül ki kell emelni a két plébánost, akiknek síremléke a plébániatemplomnál található. A háború után, de különösen az 1960-as évektől a kivándorlás következtében a lakosság száma folyamatosan csökkent. 1991-től a független Horvátországhoz tartozik. A délszláv háború után Janjina Ston község része volt, melyről 1997-ben választották le és 1997. május 13-án megalakult az önálló Janjina község. 2011-ben a településnek 203 lakosa volt.

## Népesség
| Lakosság változása | Lakosság változása | Lakosság változása | Lakosság változása | Lakosság változása | Lakosság változása | Lakosság változása | Lakosság változása | Lakosság változása | Lakosság változása | Lakosság változása | Lakosság változása | Lakosság változása | Lakosság változása | Lakosság változása | Lakosság változása |
| ------------------ | ------------------ | ------------------ | ------------------ | ------------------ | ------------------ | ------------------ | ------------------ | ------------------ | ------------------ | ------------------ | ------------------ | ------------------ | ------------------ | ------------------ | ------------------ |
| 1857               | 1869               | 1880               | 1890               | 1900               | 1910               | 1921               | 1931               | 1948               | 1953               | 1961               | 1971               | 1981               | 1991               | 2001               | 2011               |
| 630                | 636                | 708                | 691                | 821                | 742                | 777                | 807                | 581                | 570                | 556                | 476                | 369                | 333                | 256                | 203                |

## Nevezetességei
- Szent Balázs tiszteletére szentelt plébániatemploma 1877-ben épült a régi, azonos titulusú templom helyén. Megáldása 1878. május 5-én, felszentelése 1905. július 2-án történt. A plébániatemplom a 17. századig a Szent István templom volt, ahonnan 1628-ban került át a plébánia székhelye. Miután ez a templom rossz állapotba került 1767-ben újít építettek helyette, de ez a templom is csak száz évig állt, mivel túl kicsinek és rossz állapotúnak bizonyult. Így épület fel 1877-ben a mai templom. Az oltár 1892-ben Bilinić mester spliti műhelyében készült.
- A temetőben álló Szent István templomot a 13. században építették, 1891-ben átépítették. A templom mellett egykor kolostor állt.
- A janjinai kapitányok palotáját 1465-ben építették. A kapitányok képviselték egykor a Raguzai Köztársaságot, ők látták el a közigazgatási és igazságszolgáltatási feladatokat. Ennek megfelelően az épületben nemcsak lakóhelyiségek, hanem irodák, börtön, fegyverraktár és egyéb gazdasági helyiségek is voltak. Az épületet a köztársaság címere és Janjina védőszentjének, Szent Balázsnak a szobra díszíti.
- A településen több gazdag nemesi család palotája is állt. A Getaldić-ház 1506-ban épült, ma romosan áll. A Pucić - Školić-házat 1614-ben építették, mára átépítve a község tulajdonában van. A Bjelovučić-Šegović-ház[4] Janjina középkori magjának peremén helyezkedik el. Az épület téglalap alaprajzú, a földszinten egy központi üvegezett terasszal (télikert). Építtetőinek, a Bjelovučić testvérek igényeinek megfelelően két lakóegységre tagolódik. A mellette található kerteket az utca felől magas kőfalak veszik körül, míg nyugatról parkosított teraszok, kőbútorokkal berendezett sétányok nyílnak a környező tájra. Bár elhanyagolták, a Bjelovučić-Šegović-ház teljes egészében és részleteiben, a télikert falfestményeivel együtt megőrizte eredeti formáját.

## Gazdaság
A lakosság fő bevételi forrása a turizmus, a halászat és a mezőgazdaság.

## Oktatás
A településen alapiskola működik.

## Galéria
- A Szent Balázs templom
- Épületek és romok Janjinán
- Utcarészlet